# Funk Styles
Funk Styles ou Funk Dances é o nome utilizado para definir as danças de rua, mais especificamente as street dances criadas na costa oeste dos Estados Unidos da América.
O criador desse termo foi Popin Pete, membro do grupo Electric Boogaloos [carece de fontes?]. Em uma entrevista para uma revista, em 1996, ele utilizou esse termo para separar essas danças do movimento hip hop, onde originalmente elas não nasceram. A mídia foi a ferramenta de desinformação, e divulgava, na época, que tudo havia surgido do hip hop, originário da costa leste dos EUA.
Algumas street dances classificadas como funk styles são:
- Locking,
- Popping,
- Boogalooing,
- Waving,
- Tutting,
- Stopping,
- Animation,
- Strobbing,
- Strutting,
- Robotting,
- Bopping,
- Air Posing,
- Puppet,
- Scarecrow,
- Saccin,
- Toyman,
- Crazy Legs,
- Shadow Box,
- Sleepy Style,